# No Cover
No Cover è il secondo album in studio del bassista statunitense David Ellefson, pubblicato il 12 settembre  2020 dalla earMUSIC. Si tratta di un disco registrato da Ellefson, allora bassista dei Megadeth, nel periodo di pausa della band.

## Fatti antecedenti
Già da tempo Ellefson aveva in mente di realizzare un album in omaggio alle grandi rock band degli anni 1970 e 1980; la difficoltà nella realizzazione fu trovare i vari musicisti che potessero supportarlo. Alla fine, egli scelse di suonare anche la chitarra ritmica e di cantare alcuni brani.
La formazione venne infine ultimata da Thom Hazaeart, che figura come cantante principale in molti brani, mentre la produzione venne affidata all'amico e musicista Mark Menghi.

## Tracce
1. Freewhill Burning
2. Tear It Loose
3. Love Me Like a Reptil
4. Holiday in Cambodia
5. Rebel Yell
6. Nailed to the Gun
7. Not Fragile
8. Love Hurts
9. Sheer Heart Attack
10. Over the Mountain
11. Beth
12. Say What You Will

## Formazione
- Thom Hazaert - voce
- David Ellefson – basso, voce, chitarra
- Andrea Martongelli – chitarra
- Bumblefoot - chitarra
- Paolo Caridi - batteria
- Dave Lombardo - batteria

## Produzione
- Mark Menghi – produzione
- Tim Patalan   – ingegneria del suono, co-produzione
- Wally Schnalle   – produzione aggiuntiva
- Josh Wilbur – missaggio
- Matt LaPlant – mastering